# متلازمة التقوس الشرياني
متلازمة التقوس الشرياني هو اضطراب خلقي نادر للغاية يصيب النسيج الضام ويتميز بتقوس أو استطالة أو تضيق أو تمدد الأوعية الدموية ضمن الشرايين الكبرى والمتوسطة الحجم بما في ذلك الشريان الأبهر. يسبب المرض فرط تمدد الجلد وفرط حركة المفاصل، لكن الأعراض تختلف حسب الفرد المصاب. نظرًا لندرة هذا المرض، لا يُعرف سوى القليل نسبيًا عنه مقارنة بالأمراض الشائعة الأخرى.

## العلامات والأعراض
تؤثر المظاهر الرئيسية على الجهاز القلبي الوعائي.
- تقوس واستطالة الشرايين الكبرى والمتوسطة الحجم.
- تضيق الشرايين الكبرى والمتوسطة الحجم.
- تمدد الشرايين الكبرى والمتوسطة الحجم
- قصور الصمام الأبهري
- ارتفاع ضغط الدم

تشمل العلامات والأعراض غير القلبية التي تظهرها هذه الحالة ما يلي:
- تطاول الأصابع
- خلل الوظائف المستقلة
- تضيق الأجفان
- فتق الحجاب الحاجز الخلقي
- القرنية المخروطية
- اضطراب عقلي
- توسع الشعيرات (ظهور مجموعات صغيرة من الأوعية الدموية المتضخمة تحت الجلد مباشرةً).

## علم الوراثة
تُظهر متلازمة التقوس الشرياني وراثة جسمية متنحية، ويقع الجين المسؤول عنها في الموقع 13 من الذراع الطويل للصبغي 20. الجين المرتبط بمتلازمة التقوس الشرياني هو إس إل سي2إيه10 ويحوي ما لا يقل عن 23 طفرة لدى الأفراد المصابين بالحالة المذكورة أعلاه.

## الفيزيولوجيا المرضية
يبدو أن آلية هذه الحالة تُعزى إلى جين إس إل سي2إيه10. كشفت آلية الإمراضية الوراثية الجزيئية أن جين إس إل سي2إيه10 يشفر بروتين غلوت10 (ناقل الغلوكوز 10) الموجود في الغشاء النووي أو الشبكة الإندوبلازمية، والتي ينقل غلوت10 حمض ديهيدروأسكوربيك أسيد إليها. من الناحية السريرية، وفقًا لإحدى المراجعات، تُشاهد حالة التقوس أكثر مع تقدم العمر.

## التشخيص
تُشخص متلازمة تقوس الشرايين لدى الفرد في حال (1) كان مصابًا بتقوس شرياني معمم و(2) أظهر نتيجة إيجابية في الاختبار الوراثي الجزيئي الذي يحدد الطفرة الممرضة في جين إس إل سي2إيه10. يمكن تشخيص التقوس الشرياني المعمم من خلال ما يلي:
- الفحص الجسمي
- تخطيط صدى القلب
- التصوير المقطعي أو التصوير بالرنين المغناطيسي وتصوير الأوعية

## العلاج
يعتمد علاج الأفراد المصابين بمتلازمة التقوس الشرياني على نهج منسق من قبل خبراء متعددي التخصصات في مركز طبي ضليع بهذه الحالة. لم تُنشر أي مبادئ توجيهية للممارسة السريرية مبنية على الأدلة فيما يتعلق بمتلازمة التقوس الشرياني.
يشمل علاج متلازمة التقوس الشرياني الجراحة لأم الدم الأبهرية (تمدد الأبهر)، بالإضافة إلى المراقبة السريرية المنتظمة بما في ذلك المراقبة المنتظمة بتخطيط صدى القلب.
يعد مآل هذه الحالة والمدى العمري للمرضى غير واضحين. كانت التقارير الأولية للوفيات مرتفعة، لكن البيانات الحديثة تشير إلى أن نسبة الوفيات تبلغ 12%.